# Народный фронт (Франция)
Народный фронт (фр. Front populaire) — коалиция левых политических партий и движений, в том числе Французской коммунистической партии (ФКП), Французской секции Рабочего Интернационала (СФИО) и Партии республиканцев, радикалов и радикал-социалистов, находившаяся у власти во Франции с 1936 по 1937 год. Она выиграла парламентские выборы в мае 1936 года и сформировала первое правительство, которое возглавил представитель СФИО Леон Блюм в составе исключительно членов СФИО и радикал-социалистов.

## Создание Народного фронта
Созданию Народного фронта способствовала новая стратегия Коминтерна о народном фронте. После создания Коммунистического интернационала в 1920-х годах, когда казались большими революционные возможности, им была выработана стратегия единого фронта рабочих, профсоюзов и различных организаций рабочего класса — анархистских, социалистических и коммунистических — для сплочения революционных сил. В период с 1928—1934 годов коммунисты отказались от единого фронта (его продолжали отстаивать троцкисты) и стали характеризовать социалистические партии как «социал-фашистов». После прихода к власти Гитлера Коминтерн пересмотрел свою стратегию и перешёл в 1934 году к тактике Народного фронта и создания союза не только с профсоюзами и социалистами, но и с мелкобуржуазными и буржуазными политическими партиями, стоявшими на принципах антифашизма.
Ещё до создания Народного фронта социалисты, члены Всеобщей конфедерации труда (ВКТ), коммунисты, а также сторонники Радикальной партии собрались вместе на уличные акции протеста. После правых беспорядков в Париже 6 февраля 1934 года Социалистическая партия и ЗКП призвали к всеобщей забастовке и уличным демонстрациям, и, хотя коммунисты формально не присоединились к коалиции, они мобилизовали своих членов и сторонников к участию в совместных акциях протеста.
Создание народного фронта проходило на фоне роста забастовочного движения во Франции. Так, 12 февраля 1934 года состоялась всеобщая забастовка — первая успешная всеобщая забастовка в истории Франции.
В июле 1934 года социалисты и коммунисты договорились действовать вместе против фашизма. Позже к этому блоку присоединились и радикалы. После долгих переговоров социалисты, коммунисты, ВКТ и Радикальная партия и ряд других мелких, преимущественно левых и левоцентристских, организаций заключили 14 июля 1935 года соглашение о создании политического союза под названием «Народное объединение» (фр. le Rassemblement populaire), которое, однако, стало более известным под названием Народный фронт, на основе социал-демократической «минимальной» программы.

## Избирательная кампания и приход к власти
На выборах в мае 1936 года партии Народного фронта получили 389 из 618 мест в Палате депутатов. Социалисты получили 19,86 % голосов, коммунисты — 15,26 %, а радикал-социалисты — 14,45 %. Другие левые получили 7,6 % голосов. По сравнению с выборами 1932 года коммунисты значительно увеличили своё влияние, социалисты сохранили, а радикал-социалисты потеряли. Только 174 депутата были избраны в первом туре, а 424 во втором. Согласно договорённости между партиями Народного фронта, они вместе поддерживали одного из своих кандидатов, вышедшего во второй тур. Наибольшее количество мест получили социалисты, поэтому их лидер, Леон Блюм, возглавил правительство. В правительство вошли также радикалы. Коммунисты не стали участвовать в формировании правительства, хотя и поддержали его в парламенте.

## Правительство Народного фронта
Через несколько недель после победы Народного фронта во Франции начались массовые забастовки. Так, в мае и июне бастовало более 2 миллионов рабочих. Начались захваты рабочими промышленных предприятий. Численность профсоюзов выросла с 1,5 миллиона членов до почти пяти. 7 июня 1936 года при содействии правительства Народного фронта Всеобщая конфедерация французских работодателей (CGPF) и Всеобщая конфедерация труда (ВКТ) заключили между собой так называемые Матиньонские соглашения, что было значимой победой профсоюзов в истории Франции.
19 июня декретом правительства Леона Блюма были запрещены фашистские организации.
Народный фронт начал амбициозную широкомасштабную программу реформ. Так, 20 июня 1936 года был принят закон, устанавливающий ежегодный оплачиваемый отпуск (фр. le conges payes) в индустрии, торговле, свободных профессиях, домашней службе и сельском хозяйстве. Согласно этому закону, каждый рабочий, служащий или ученик, проработавший не менее 1 года на предприятии, имел право на оплачиваемый отпуск продолжительностью 14 дней, в том числе 12 рабочих.
27 июня 1936 года был принят закон, устанавливающий 40-часовую рабочую неделю в промышленных, торговых и ремесленных предприятиях, а также ограничивающий продолжительность пребывания в рудниках не более 38 часов 40 минут в неделю.
Среди других реформ, проведённых по инициативе Народного фронта, были:
- введение обязательных коллективных трудовых договоров;
- внедрение программы основных общественных работ (по примеру «Нового курса» в США);
- частичная национализация военной промышленности и полная национализация железных дорог;
- продление обязательного школьного образования с 13 до 14 лет, а также создание Министерства спорта и культуры и Народной академии искусств.

Всего в 1936 году парламент Франции принял 133 закона, реализовывавших программу Народного фронта. Была принята четырёхлетняя программа перевооружения армии.
В 1937 году была проведена налоговая реформа, по которой вводился налог для мелких предприятий в размере 2 % с оборота, а для крупных — 6 %. Были увеличены налоги на большие наследства и доходы, в том числе на прибыль акционерных компаний. Реорганизация Французского банка поставила его под контроль государства, хотя и не означала формальной национализации.

## Крах Народного фронта
Политика Народного фронта не касалась кредитно-финансового механизма. Финансовые круги, которые были недовольны политикой Народного фронта, массово выводили капиталы за границу. Так, в период с 1936 по 1937 год в зарубежные банки было переведено около 100 млрд франков. Отток капиталов способствовал росту инфляции и нарастанию кризисных явлений в экономике. В 1937 году французскую экономику охватил новый кризис. Уровень промышленного производства упал до 70 % по отношению к 1929 году.
Уже после второй мировой войны бывший президент Франции Лебрен заявил парламентской комиссии по расследованию событий 1933—1945 года, что в поражении Франции в 1940 году были виноваты рабочие, которым ввели два оплачиваемых выходных дня в неделю. Однако по заявлению председателя Лиги прав человека Эмиля Кана за период действия закона о 40-часовой рабочей неделе с 1 июля 1936 по 30 июня 1938 года в сравнении с периодом 1934—1936 года наблюдался рост производства по всем связанным с обороной отраслям, например добыча железа увеличилась на 9,73 %, выплавка чугуна на 18,75 %, выплавка стали на 14 %, добыча калийной соли на 39,5 %, добыча бокситов на 24,18 %.
В феврале 1937 года Блюм заявил о необходимости «отдыха» в осуществлении реформ. В июне 1937 года он ушёл в отставку, и правительство возглавил представитель партии радикалов Камиль Шотан. 24 июля правительство Шотана провело новую девальвацию франка, а 31 июля сократило ассигнования на государственную программу по ликвидации безработицы. Политика жёсткой экономии вызвала кризис в середине Народного фронта и привела к отставке Шотана в январе 1938 года. В парламенте недоверие правительству Шотана поддержали коммунисты и социалисты.
Правительство вновь возглавил Леон Блюм. Он призвал к созданию широкой коалиции с участием различных политических сил Народного фронта от левых до центристов. Блюм пытался внедрить антикризисную программу, которая включала в себя повышение налогов на крупный капитал и установление контроля над перемещением капитала за границу. Для реализации этой программы ему нужны были чрезвычайные полномочия, которые Сенат отказывался ему предоставить. Не имея возможности реализовать свою программу, правительство Блюма снова ушло в отставку.
10 апреля 1938 года правительство возглавил лидер партии радикалов Эдуар Даладье. Правительство Даладье официально не отказывалось от сотрудничества с левыми в рамках Народного фронта, однако начало отходить от социальной и экономической политики Народного фронта, проводя так называемый «национальный курс».
Вопросы внешней политики также вызвали раскол внутри Народного фронта. Противоречия вызвал вопрос отношения к гражданской войне в Испании. Коммунисты и другие левые организации выступали за поддержку республиканской власти в Испании и призвали правительство Франции к оказанию помощи в виде поставок оружия и ресурсов. Одновременно умеренные и консервативные элементы высказывались за предоставление помощи Франко. Наконец, правительство Блюма склонилось к политике «невмешательства» в испанские дела. Левые партии подвергали значительной критике правительство Даладье за так называемую политику «умиротворения» нацистской Германии. С подписанием Мюнхенского соглашения с нацистской Германией Народный фронт окончательно распался. 30 октября 1938 года на съезде в Марселе радикально-социалистическая партия отказалась от участия в Народном фронте, ссылаясь на то, что коммунисты отказались поддержать в парламенте Мюнхенское соглашение.
В ноябре 1938 года декретами правительства Даладье были ликвидированы отдельные социальные гарантии (в частности, отменялась 40-часовая рабочая неделя, повышались прямые и косвенные налоги).
В августе 1939 года правительством Даладье были запрещены все печатные органы Французской коммунистической партии (печатный орган — газета «Юманите» и другие). А в сентябре была запрещена и деятельность компартии.
Победа на выборах Народного фронта остановила приход к власти фашистских организаций. Правительство Народного фронта провело ряд значимых социальных реформ. Однако среди партий, входивших в Народный фронт, были значительные противоречия в их видении политики. Промышленные круги были обеспокоены ростом влияния коммунистов и способствовали оттоку капитала из Франции и обесцениванию национальной валюты, что свело на нет многие социальные программы правительства. Также ультраправые партии, спекулируя на антисемитизме, подвергали критике Блюма из-за его еврейского происхождения.